# Sophia Hayden
Sophia Gregoria Hayden (Santiago del Cile, 17 ottobre 1868 – Winthrop, 3 febbraio 1953) è stata un'architetta statunitense.

## Biografia
Sophia Gregoria Hayden è nata a Santiago del Cile nel 1868, figlia della cilena Elezena Fernandez e di George Henry Hayden, un dentista americano di Boston. Hayden aveva una sorella e due fratelli. All'età di sei anni, fu mandata a Jamaica Plain, un quartiere di Boston, a vivere con i nonni paterni, George e Sophia Hayden, e frequentò la Hillside School. Mentre frequentava la West Roxbury High School (1883-1886) cominciò ad interessarsi all'architettura e, quando la famiglia di Hayden si trasferì a Richmond, rimase a Boston per studiare all'universitòà. Si laureò al MIT nel 1890 con una laurea in architettura, con lode. È la prima architetta del continente americano ad essersi laureata in questo prestigiosa ateneo, laureandosi anche con un anno di anticipo rispetto ai suoi colleghi maschi.
Tuttavia, fuori dal contesto accademico faticò a trovare impiego presso uno studio e così si dedicò all'insegnamento del disegno tecnico alle scuole superiori. La sua carriera ebbe una svolta con la vittoria al concorso per la progettazione del Woman’s Building per la World’s Columbian Exposition del 1893 a Chicago, concorso aperto alle sole donne architetto. Il Woman's Building era il più importante concorso di design per donne della nazione in quel momento. Hayden ha basato il suo progetto sul suo progetto di tesi, "Renaissance Museum of Fine Arts", una grande struttura a due piani con padiglioni centrali e terminali, archi multipli, terrazze colonnate e altre caratteristiche classiche, che riflettono la sua formazione in Beaux-Art. L'opera di Hayden ha vinto il primo premio su un campo di tredici candidature presentate da architette qualificate. Ha ricevuto $ 1.000 per il progetto, quando alcuni architetti maschi hanno guadagnato $ 10.000 per edifici simili. 
Durante la costruzione, i principi di progettazione di Hayden furono compromessi dalle incessanti modifiche richieste dal comitato di costruzione, guidato dalla socialite Bertha Palmer. La commissione maschile all'inizio preferì ridurre l’apporto di Sophia alla mera decorazione, facendo apportare numerose modifiche traendo a giustificazione una sua ipotetica mancanza di capacità tecniche e alla fine la licenziò dal progetto. Hayden però è apparsa alla celebrazione inaugurale e ha pubblicato resoconti di sostegno da parte dei suoi colleghi architetti. La sua frustrazione fu usata dai suoi detrattori come esempio dell'inadeguatezza delle donne a supervisionare la costruzione, anche se molti architetti simpatizzavano con la sua posizione e la difendevano. Alla fine l'edificio di Hayden ha ricevuto un premio per "la delicatezza dello stile, il gusto artistico, la genialità e l'eleganza degli interni".
Dopo la realizzazione dell'edificio, nel 1900 Hayden si ritirò dalla professioni e sposò William Blackstone Bennett. La coppia si trasferì a Winthrop dove, dopo essere rimasta vedova nel 1909, Hayden visse fino alla morte nel 1953.